# Pacte suicidaire
 (juin 2017).
Si vous disposez d'ouvrages ou d'articles de référence ou si vous connaissez des sites web de qualité traitant du thème abordé ici, merci de compléter l'article en donnant les références utiles à sa vérifiabilité et en les liant à la section « Notes et références ».
Un pacte suicidaire ou pacte de suicide est un plan arrangé entre deux (ou plusieurs) personnes selon lequel elles décident de se suicider ensemble au même endroit ou au même moment, généralement par des moyens similaires. Au Japon, le double suicide des amoureux s'appelle un shinjū. Le pacte suicidaire représente environ 1 % des suicides dans les pays occidentaux et 3 % de ceux-ci en Asie. Il est parfois préparé via Internet.